# JCE Movies Limited
JCE Movies Limited (українською — Імператорська корпорація кінофільмів Джекі Чана), (ориг. назва 成龍英皇影業有限公司) — кінокомпанія, заснована у Гонконгу 2004 року, ця компанія є підрозділом компанії-гіганта Emperor Motion Picture Group.
Компанію сформував актор і кінорежисер Джекі Чан , та керівник «EMG» Альберт Єнг. Повний заголовок компанії — Jackie Chan Emperor Movies Limited. Іноді назва пишиться так — JCE Entertainment Ltd.
Від його початку, «JCE» намірилися бути студією, щоб проводити і поширювати всі місцеві фільми Джекі Чана, з початку заснування компанія випустила такі гонконгські хіти як: «Нова поліцейська історія» (2004), «Міф» (2005), «Роб-бі-гуд» (2006) і «Інцидент у Сіндзюку» (2009).